# Oekingen
Oekingen (gsw. Ökinge) – miejscowość i gmina (niem. Politische Gemeinde) w Szwajcarii, w kantonie Solura, w jednostce administracyjnej (Amtei) Bucheggberg-Wasseramt, w okręgu Wasseramt. 

## Demografia
W Oekingen mieszka 901 osób. W 2021 roku 8,5% populacji gminy stanowiły osoby urodzone poza Szwajcarią. 